# 开原镇
开原镇是中華人民共和國吉林省舒兰市的一个小城镇，该镇主要是围绕着交通的路线而分布的。向南通往新安鄉，向北通往平安鎮，向东通往青松（法云寺、九顶莲花山），向西是通往舒兰市。镇上商业比较繁华，并且为过往客人提供便捷的住宿用参服务。
現任鎮党委书记兼镇长是沈文新。

## 行政区划
桥头溪乡下辖以下地区：
溪河社区、溪河村、溪浪口村、舒兰站村、双印通村、下洼子村、沿江村、松凤村、民安村、东关村、赵林村和三兴村。

## 旅遊
- 完颜氏古墓
- 法云寺